# Vaclovas Krutinis

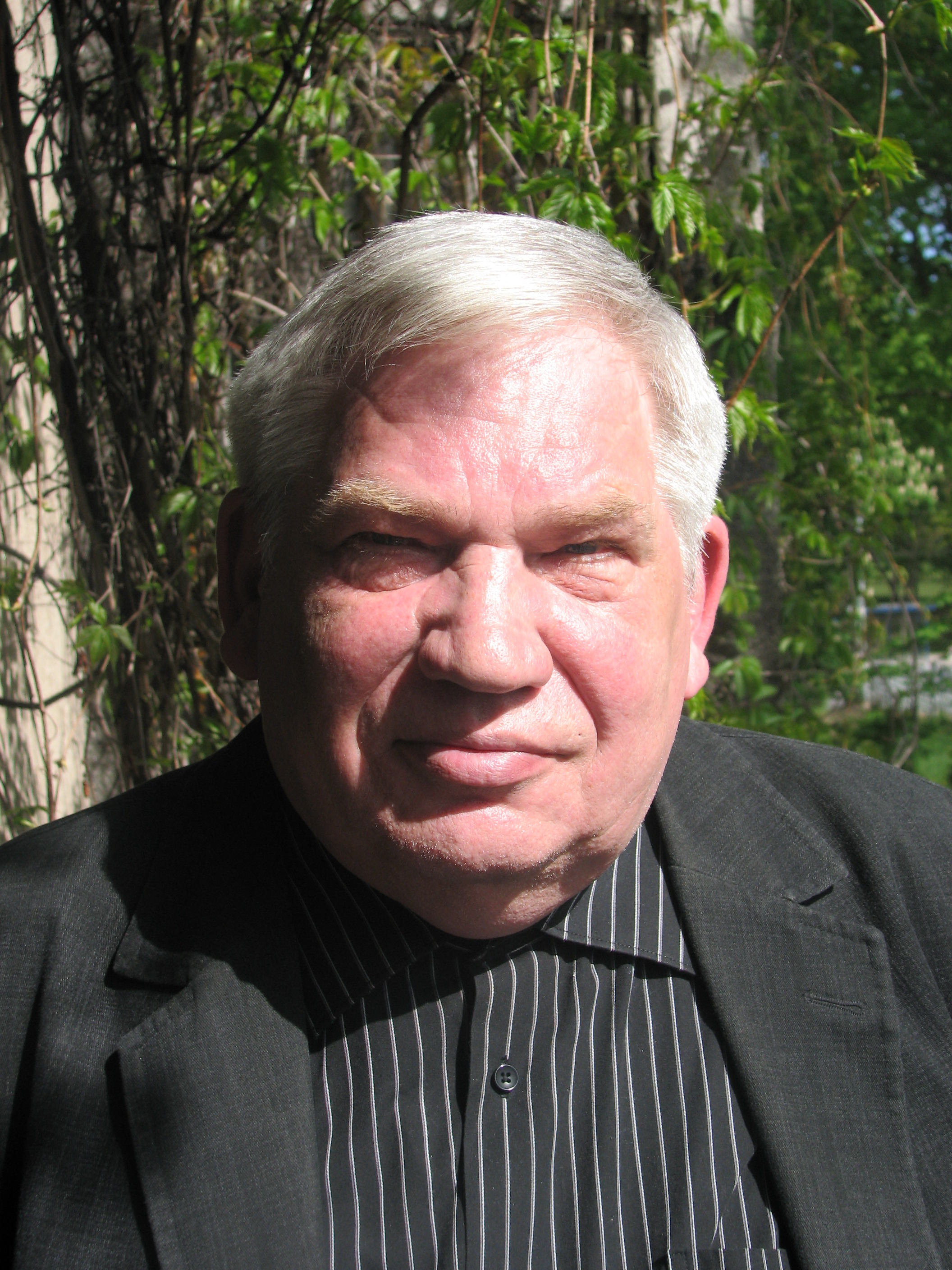
Vaclovas Krutinis 2009

Vaclovas Krutinis (* 27. September 1948 in Vilnius, Litauische Sozialistische Sowjetrepublik; † 30. Oktober 2013 in Vilnius, Litauen) war ein litauischer Bildhauer.

## Leben und Werk
Vaclovas Krutinis besuchte bis 1966 die Nationale Mikalojus-Konstantinas-Čiurlionis-Kunstschule, ein musisches Gymnasium in Vilnius. 1973 schloss er sein Studium an der Kunstakademie Vilnius ab. Er trat 1978 dem Verband litauischer Künstler bei, in den Jahren 1998–2008 übernahm er das Präsidentenamt.
In der Tradition der litauischen nationalen Bildhauerschule war Vaclovas Krutinis mit seinen Kollegen ein Schüler des Bildhauers und Hochschullehrers Konstantinas Bogdanas. Der seinerseits ein Schüler des Bildhauers Juozas Mikėnas war.
Aus seinem Schaffen eine Auswahl:
- 1973 Denkmal „Chronist“ für Francysk Skaryna, Humanist und Erstbuchdrucker († 1541). Diplomarbeit von Vaclovas Krutinis.[2]
- 1976 Panevėžys, Skulptur „Mädchen mit der Taube“, Granit.[3]
- 1982 Dukstyna-Stein, ein Naturdenkmal in Ukmergė. Auf dem Felsen ist ein Basrelief von Vaclovas Krutinis installiert.[4]
- 1985 Birštonas, Skulptur Atsiminimai/Memories, Bronze.[5]
- 1987 Skulpturale Komposition aus Granit, Psychiatrisches Krankenhaus Vilnius.
- 1990 Bijotai, Dionizas Poška-Denkmal[6]
- 1993 Büste in Kupiškis des Architekten Laurynas Gucevičius (1753–1798)
- 2008 Denkmal für Vaclovas Intas (1925–2007), Begründer des Steinmuseums in Mosėdis.

### Bildergalerie

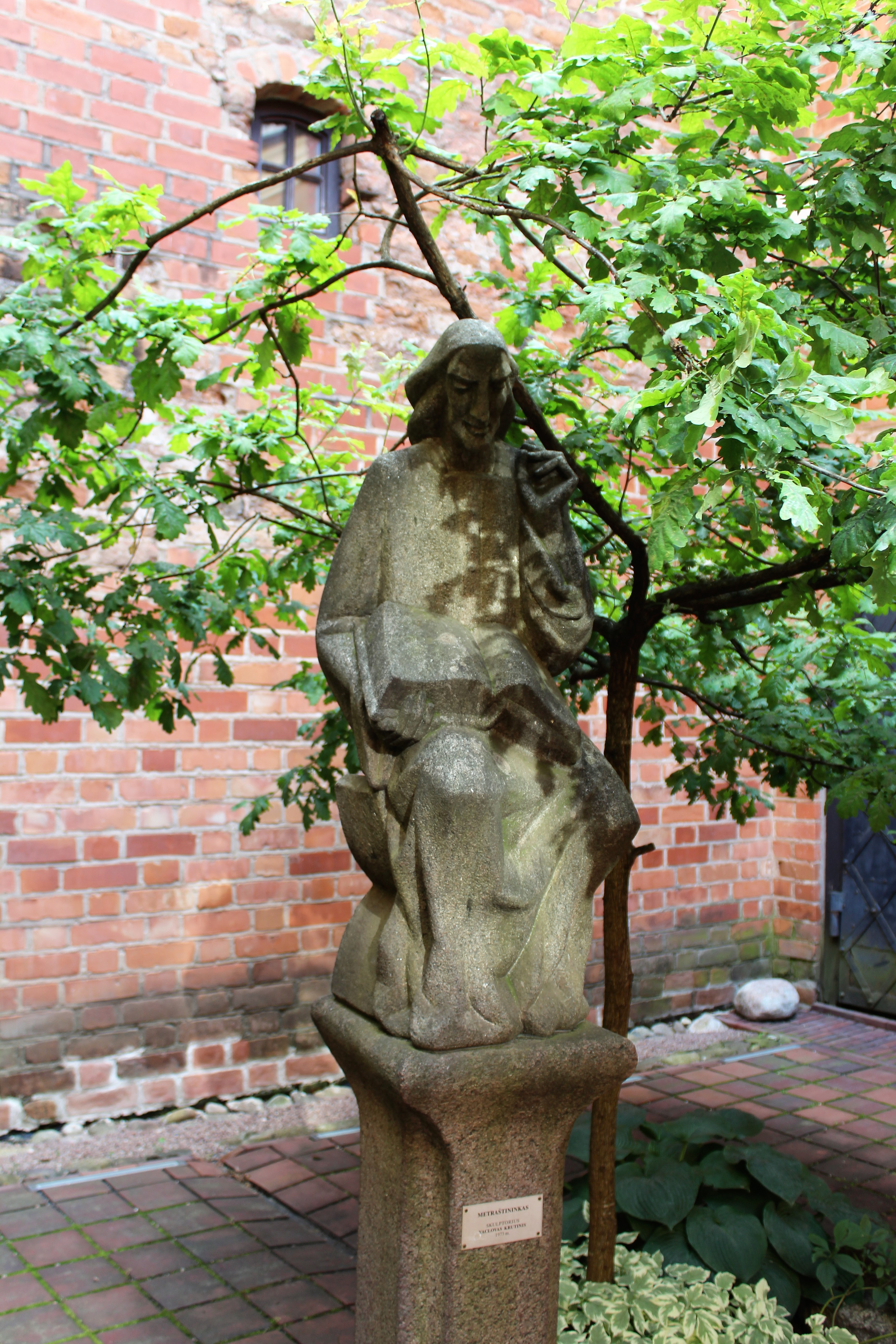
1973 Vilnius „Chronist“
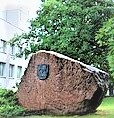
1982 Ukmergė Dukstyna-Stein
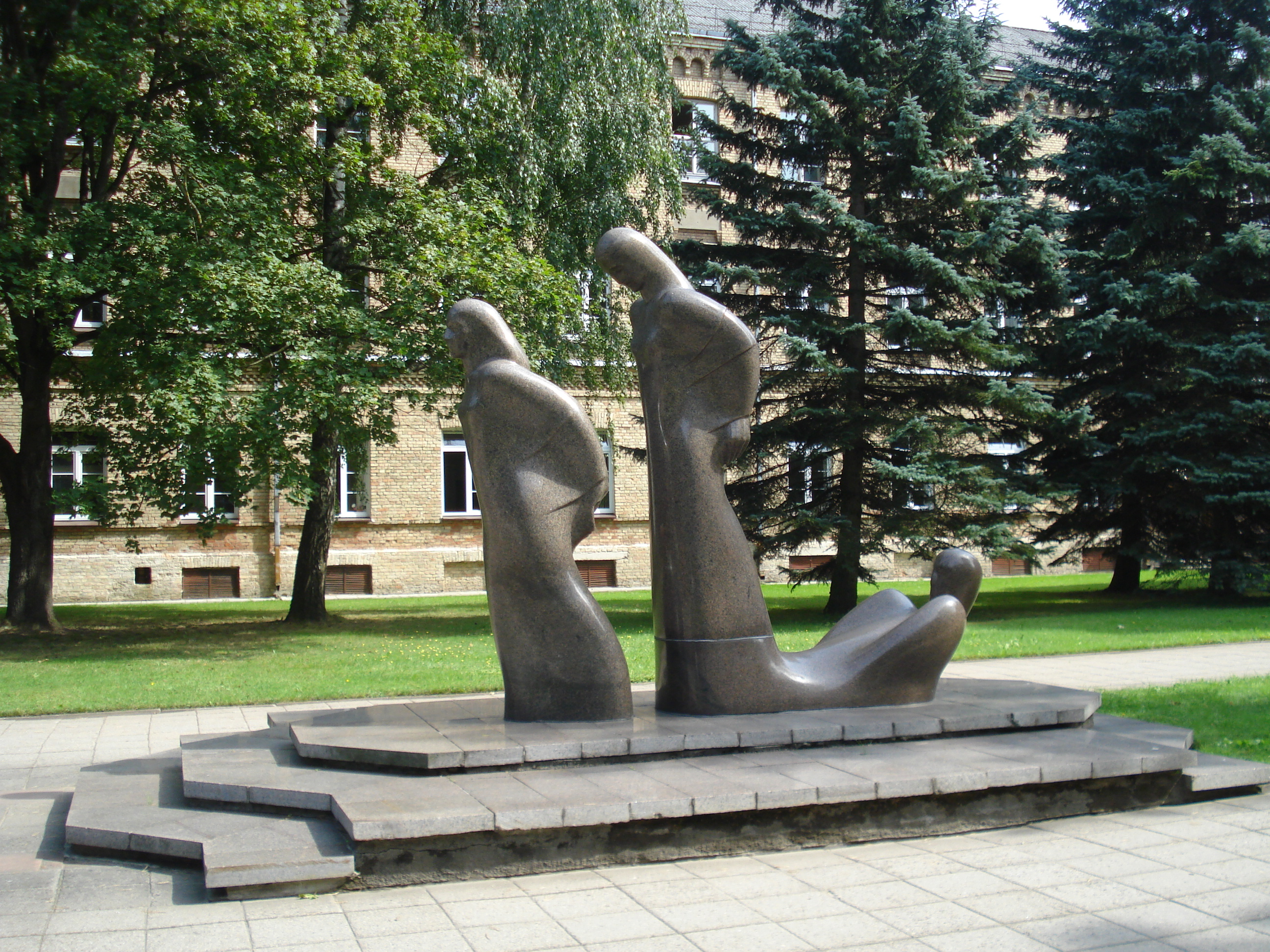
Psychiatrische Klinik Vilnius 1987
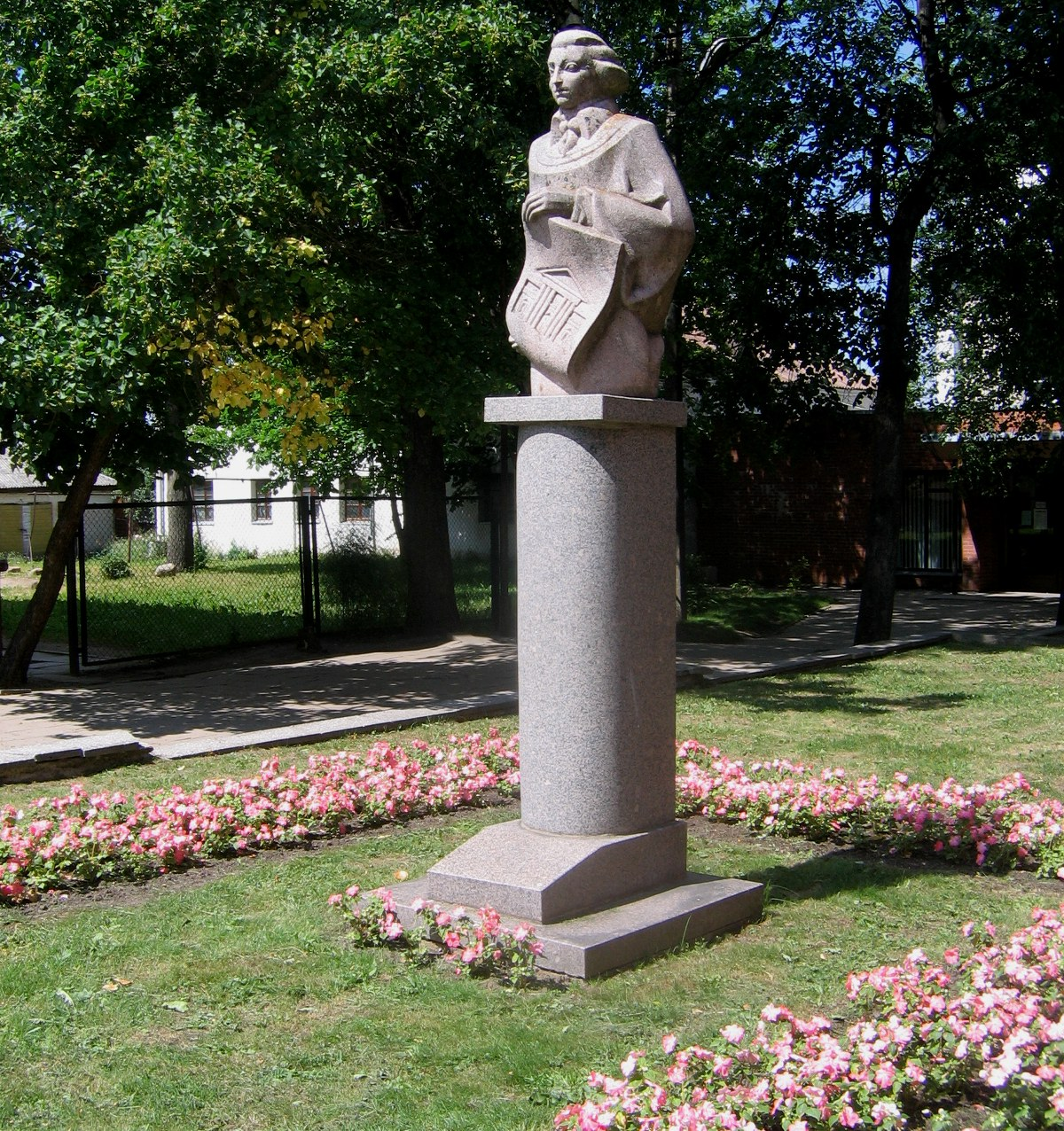
Monument in Kupiškis 1993
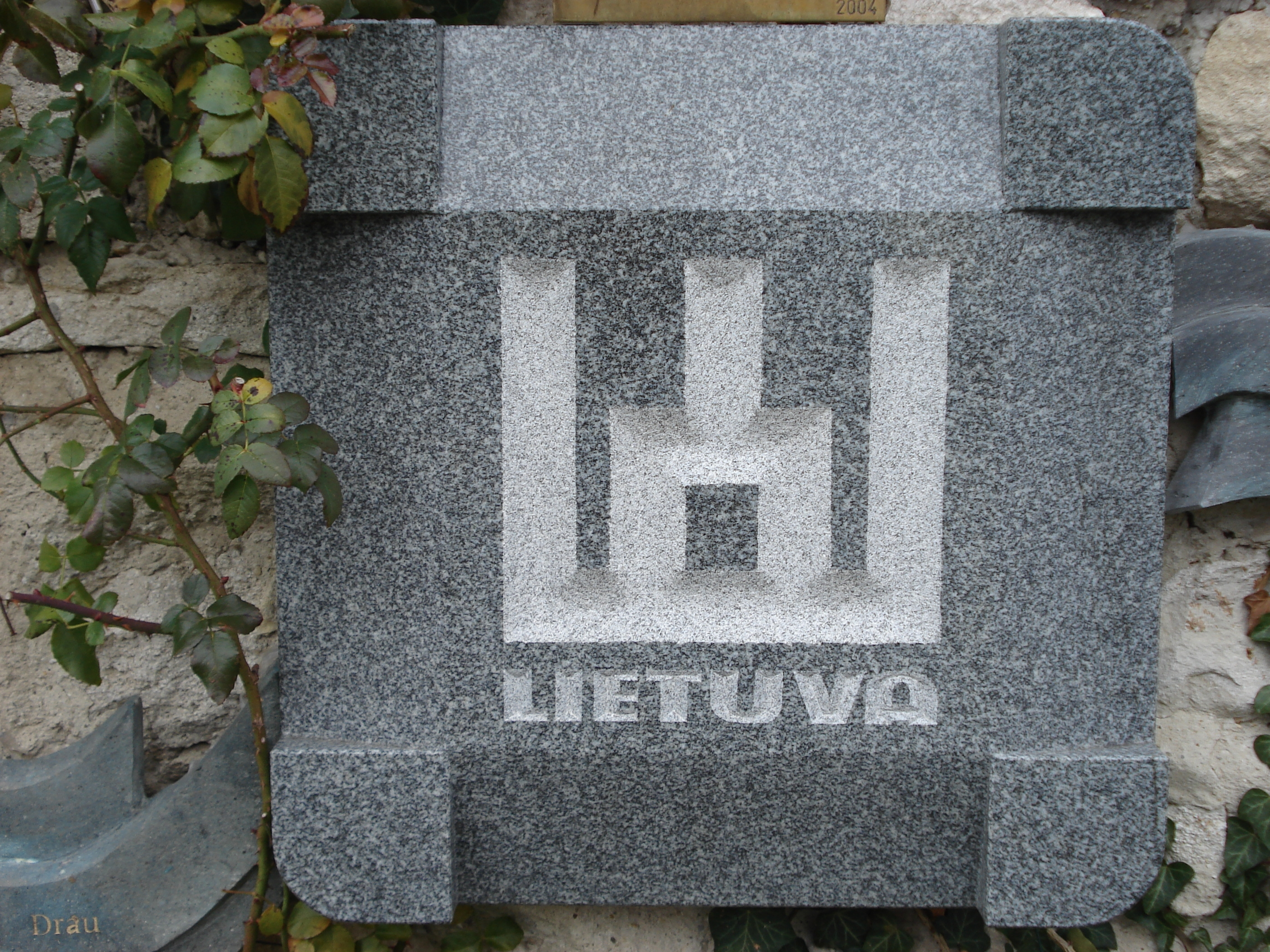
2004 Europa-Wand Kaisersteinbruch „Litauen“
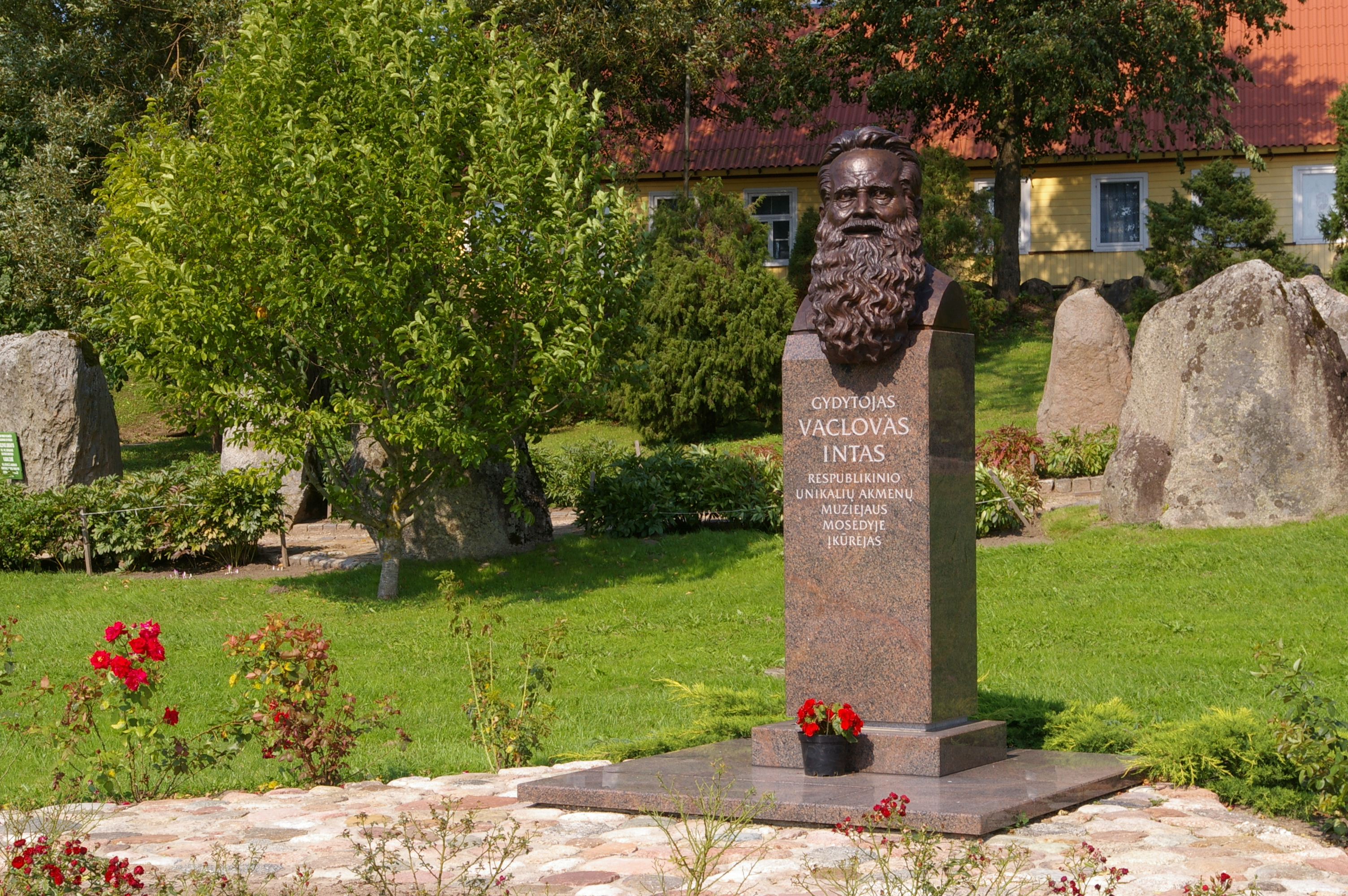
Vaclovas Intas, Steinmuseum Mosėdis 2008

## Teilnahme an Symposien und Ausstellungen
- Symposium Klaipėda#Kunst im öffentlichen Raum Nr. 63 „Wellenschatten“ 1984, Nr. 71 „Dviese“ 1979, Nr. 115 „Coast“ 1977.[7]
- 2003 Beijing International Art Biennale  Eine interessante Komposition aus Granitringen „New Ideas“ von Li Rihuang passte zu einer Holzskulptur von Vaclovas Krutinis aus Litauen.[8]
- 2004 Krutinis gestaltete das Steinrelief „Lietuva“ für das Europäische Symposium Kaisersteinbruch im Burgenland, Österreich. In diesem Jahr wurde die Europa-Wand mit den Länderplatten Litauens, Botschafter Jonas Rudalevičius, dem Vereinigten Königreich, Bildhauer Adam Williamson und Moldawien, Bildhauer Gheorghe Postovanu erweitert. Festredner war der Präsident der internationalen Paneuropa-Union Otto von Habsburg.[9]

## Tod
- 2013 alkas.lt Kultur, Todesanzeige 30. Oktober.[10]
- 2014 Kultur-Priedas-Draugas Personalausstellung (ein Jahr nach seinem Tod) Vilnius Galerie Sv. Jonos-Straße.[11]